# Chairil Anwar
Chairil Anwar (26. července 1922 Medan – 28. dubna 1949 Jakarta) byl indonéský básník, příslušník tzv. „generace roku 1945“. Jeho básně jsou často věnované tématu smrti. Používal v nich každodenní jazyk a novou syntaxi, především inovativní užití předpon a přípon, což napomohlo rozvoji indonéského jazyka.
Narodil se a vyrůstal na severní Sumatře. V roce 1940 se jeho rodiče rozvedli a on se přestěhoval se svou matkou do Batávie (Jakarty), kde vstoupil do místních literárních kruhů. V roce 1942 publikoval první báseň nazvanou Nisan (Hrob), která byla inspirovaná smrtí jeho babičky. Zaznamenala značný ohlas, nakladatele ale najít nemohl, byl odmítán s tím, že jeho poezie je příliš „individualistická“. Poté založil časopis Gema Gelanggang. Zemřel v pouhých 27 letech na neznámou nemoc, k obvyklým teoriím patří, že šlo o tyfus, syfilis, tuberkulózu nebo kombinaci těchto chorob. Poslední báseň se jmenovala Cemara Menderai Sampai Jauh (Jedle vymetají do dálky). Za svůj život napsal 71 básní, drtivá většina z nich byla v čase jeho smrti nevydaná. Časem byla shromážděna do několika sbírek a označena za základní kámen moderní indonéské literatury. Den jeho smrti je dnes v Indonésii slaven jako Den národní literatury. K nejslavnějším básním patří Aku (Já). Obecně je Anwar považován za autora pod evropským vlivem, díky čemuž byl kritizován indonéskou intelektuální levicí, což platí pro celou Generaci roku 1945.